# Kerkhoven (Minnesota)
Kerkhoven ist eine Kleinstadt (mit dem Status „City“) im Swift County im US-amerikanischen Bundesstaat Minnesota. Das U.S. Census Bureau hat bei der Volkszählung 2020 eine Einwohnerzahl von 805 ermittelt.

## Geografie
Kerkhoven liegt im Westen Minnesotas auf 45°11′35″ nördlicher Breite und 95°19′14″ westlicher Länge. Das Stadtgebiet erstreckt sich über eine Fläche von 2,12 km².
Benachbarte Orte von Kerkhoven sind Pennock (12,8 km südöstlich), Raymond (25,3 km südsüdwestlich), Clara City (29,8 km südlich) und Murdock (6,7 km nordwestlich).
Die nächstgelegenen größeren Städte sind Minneapolis (176 km östlich), Minnesotas Hauptstadt Saint Paul (194 km in der gleichen Richtung), Rochester (317 km südöstlich), Sioux Falls in South Dakota (257 km südwestlich) und Fargo in North Dakota (232 km nordnordwestlich).

## Verkehr
Der U.S. Highway 12 verläuft in Nordwest-Südost-Richtung als Hauptstraße durch Kerkhoven. Alle weiteren Straßen sind untergeordnete Landstraßen, teils unbefestigte Fahrwege oder innerstädtische Verbindungsstraßen.
Parallel zum US 12 verläuft eine Eisenbahnlinie der BNSF Railway durch das Stadtgebiet von Kerkhoven.
Der nächste größere Flughafen ist der Minneapolis-Saint Paul International Airport (193 km ostsüdöstlich).

## Geschichte
Die damalige Pillsbury Township wurde im Jahr 1865 erstmals von Weißen besiedelt. Im Zentrum der Township wurde 1870 eine Stadt gleichen Namens angelegt. Die Stadt wurde unter dem damaligen Namen Pillsbury 1881 aus der Township herausgelöst und als selbstständige Kommune inkorporiert. Zwei Jahre später wurde die Stadt nach dem Unternehmer Kerkhoven umbenannt.

## Demografische Daten
Nach der Volkszählung im Jahr 2010 lebten in Kerkhoven 759 Menschen in 329 Haushalten. Die Bevölkerungsdichte betrug 358 Einwohner pro Quadratkilometer. In den 329 Haushalten lebten statistisch je 2,31 Personen.
Ethnisch betrachtet setzte sich die Bevölkerung zusammen aus 97,1 Prozent Weißen, 0,3 Prozent amerikanischen Ureinwohnern sowie 2,5 Prozent aus anderen ethnischen Gruppen; 0,1 Prozent stammten von zwei oder mehr Ethnien ab. Unabhängig von der ethnischen Zugehörigkeit waren 12,3 Prozent der Bevölkerung spanischer oder lateinamerikanischer Abstammung.
26,0 Prozent der Bevölkerung waren unter 18 Jahre alt, 56,2 Prozent waren zwischen 18 und 64 und 17,8 Prozent waren 65 Jahre oder älter. 50,3 Prozent der Bevölkerung war weiblich.

Das mittlere jährliche Einkommen eines Haushalts lag bei 32.000 USD. Das Pro-Kopf-Einkommen betrug 16.913 USD. 15,0 Prozent der Einwohner lebten unterhalb der Armutsgrenze.